# Maarten van der Linden
Maarten van der Linden (Voorburg, 9 de marzo de 1969) es un deportista neerlandés que compitió en remo.
Participó en dos Juegos Olímpicos de Verano, en los años 1996 y 2000, obteniendo una medalla de plata en Atlanta 1996, en la prueba de doble scull ligero.

## Palmarés internacional
| Juegos Olímpicos | Juegos Olímpicos         | Juegos Olímpicos | Juegos Olímpicos   |
| Año              | Lugar                    | Medalla          | Prueba             |
| ---------------- | ------------------------ | ---------------- | ------------------ |
| 1996             | Atlanta (Estados Unidos) | Medalla de plata | Doble scull ligero |